# Шайх Муслихуддин
Ба́ди уд-ди́н Нури́ Худжанди́ (араб. بدیع‌الدین النوري‎; 1129—1130, Мекка — 1222, Худжанд) — святой (авлия), старец (пир), богослов, сейид, мистик, суфийский шейх, правитель Ходжента в период с 1137 по 1214 годы, духовный покровитель города Ходжента.

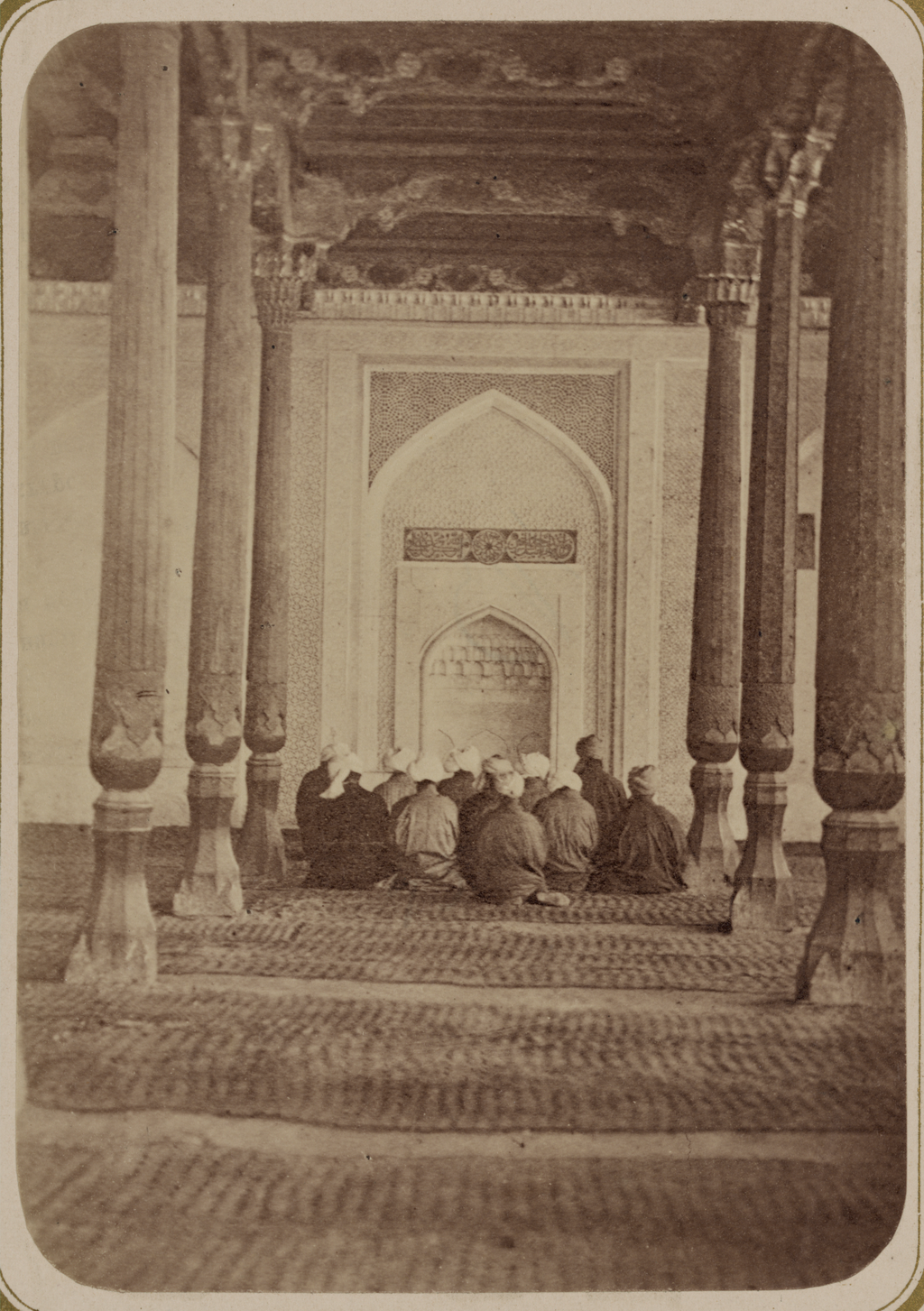
Религиозные обряды и обычаи таджиков. Интерьер мечети святого шейха Муслихиддина в Ходженте (Источник: «Туркестанский альбом» (1871—1872 годов издания под патронажем К.П. фон Кауфмана)

## Происхождение и значение имени
«Муслих ид-дин» («улучшение религии»), Вариантом перевода собственного имени святого, которое связано по смыслу с именем «Маслахат ад-дин» является: «светоносная радость веры» (Бади уд-дин Нури).
Арабское происхождение вариантов имени собственного: «Баде» («уникальный») и «Бади» («ясный, очевидный»). Не исключена отсылка Имени Аллаха аль-Бади́‘ (ар. ُاَلْبَدِيع [аль-Бадӣ‘] — «Первосоздатель»), что в контексте наличия у титула-прозвища «Валиаллах», указывает как на происхождение, так и особое предназначение.
Персидское прозвище مصلحت в переводе с арабского означает «примирение» и связано с нейтральной позицией и сглаживанием противоречий.
Шейх происходил из купцов-крупных землевладельцев. После получения образования, вошел в состав, а затем и возглавил ханаку для бродячих дервишей в Исписоре в 12 км к юго-востоку от Ходжента, где располагался караван-сарай для купцов.
Писатель Садриддин Айни датирует уход Бадиуддина Нури из жизни «после шестисотого года Хиджры». С учётом сведений, приводимых Муллозода касательно приезда в Ходжент к Шайху Маслахатдину Моуланы Джамолиддина Ситтоджи, датируемого 618 г.х., Х. Камол делает вывод о смерти в 1222 году. Известно, что шейх умер в возрасте 93 лет. Официальная датировка годов жизни: 1133—1223.

## Встреча с «царём из Китая»
Первой серьёзной проверкой особого статуса как святого произошло в семилетнем возрасте в связи с появлением на окраинах Ходжента кара-китайского гурхана Елюя Даши, который одержав победу над Сельджукидами, потребовал от властей города прислать в Исписор полномочного представителя для ведения переговоров относительно помощи в дальнейшей борьбе против султана Санджара (захват Бухары и Самарканда). Эпизод про «царя из Китая» подробно описан в материалах, собранных востоковедом Андреем Евлампиевичем Маджи, частично введенных в научный оборот в работах д.и.н. А. К. Мирбабаева и д.и.н. В. В. Дубовицкого.
Предположение большинства историков о том, что упомянутый в нём «царь Холакоув из Китая» — это сын Чингисхана Хулагу, хронологически и содержательно несостоятельно, поскольку последний родился только в 1217 году (то есть, за 5 лет до предполагаемой даты смерти Шейха Муслихиддина), а правитель, о котором идет речь, после встречи с представителем Ходжента двинулся с войском в направлении Самарканда и Бухары, позволив ему фактически защитить земли города — вассала своего противника от разорения.

Располагавший хорошо организованной (по образцу китайской армии династии Ляо) военной силой, Елюй Даши был известен в Семиречье как «царь из Китая», хотя сам был представителем киданей, клан которых вошел в элиту правящего класса империи Ляо. Захватив престол караханидов в Баласагуне, Елюй Даши начал создавать собственное государство, известное как Западное Ляо. (О традиционно существенном буддистском, а затем и несторианском влиянии на Восточный Туркестан см. здесь)

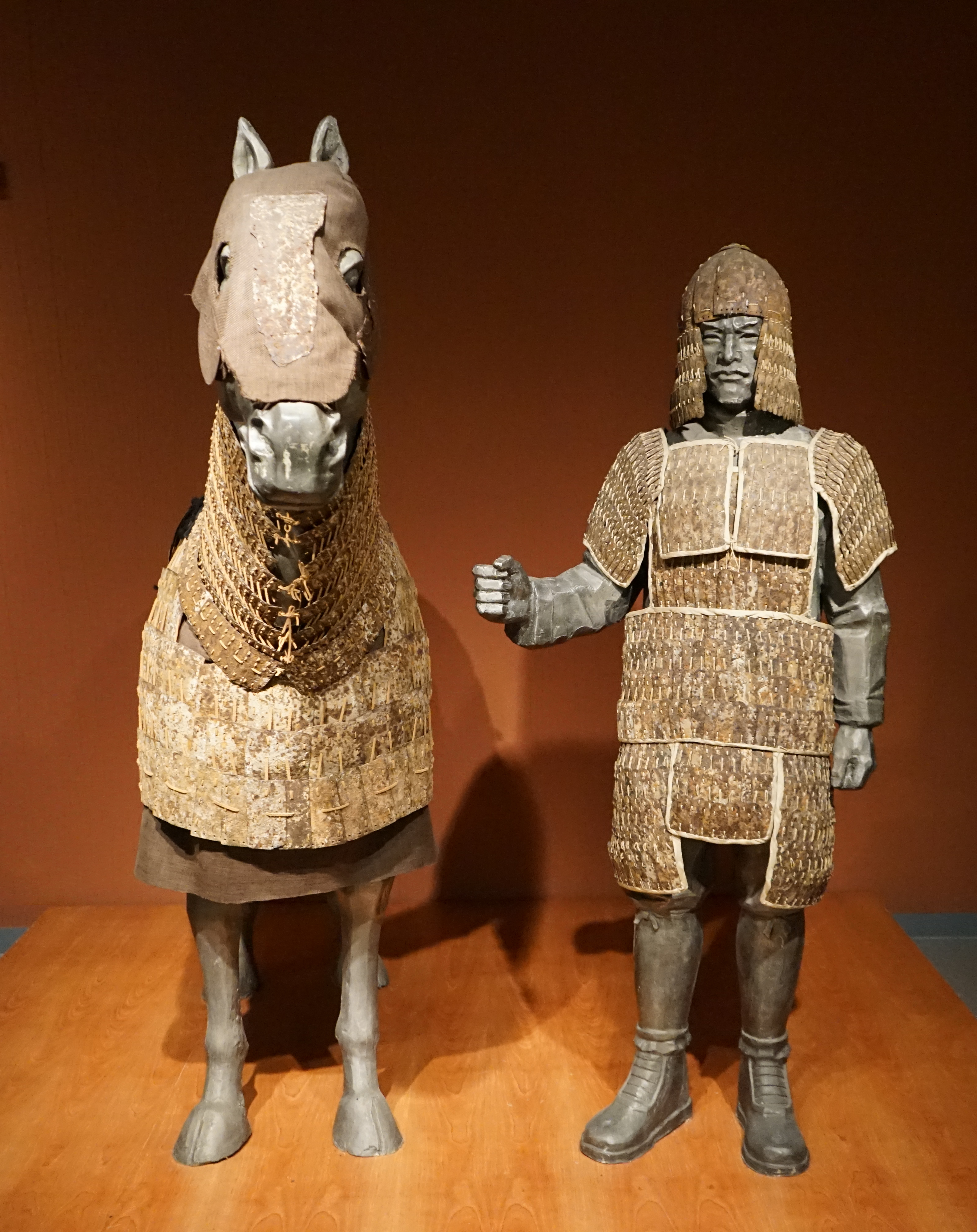
Доспехи тяжелой кавалерии армии империи Ляо, управляемой кланом Елюй из народа Кидань

Гурхан Елюй Даши, встретившись с семилетнием Шейхом Муслихиддином, понял, что Ходжент, тесно связанный с Самаркандом и Бухарой, займет нейтральную позицию. Состоявшийся между ними диалог примечателен как содержательно, так и внешне стилистически. Точно ответив на вопрос, юный сейид спас Ходжент от внезапной военной угрозы (незадолго до этого, Елюй Даши в мае 1137 года одержал победу над ханом Рукн ад-дином Махмудом (племянником султана Санджара). Кроме того, в Ходженте знали о резне, которую устроили в Баласагуне после воцарения Елюя Даши (погибло порядка 50 тыс. человек).
Датировка рождения 1133 годом не меняет содержание эпизода по сути (в 1141 году Елюй Даши вновь нанес поражение уже самому Санджару в Даргомской битве, то есть сохраняется даже семилетний возраст шейха как квалифицирующая деталь описания личности одного из участников встречи.

## Духовное покровительство во времянашествия Чингисхана
В 1214 году военным куратором Ходжента и представителем Хорезмшаха в регионе назначается Темур-Малик. Шейх Маслахат ад-дин остается фактическим «теневым» правителем этих земель. После начала завоевания Хорезма монголами, их сравнительно небольшой отряд подошел к Ходженту, и только личное посредническое участие шейха Муслихиддина позволило избежать полномасштабной катастрофы. Темур-Малик укрылся с тысячей бойцов-добровольцев на островной крепости «Хисори боланд» посреди Сыр-Дарьи в пределах города, для штурма которой монголы задействовали пленных жителей из Отрара. 

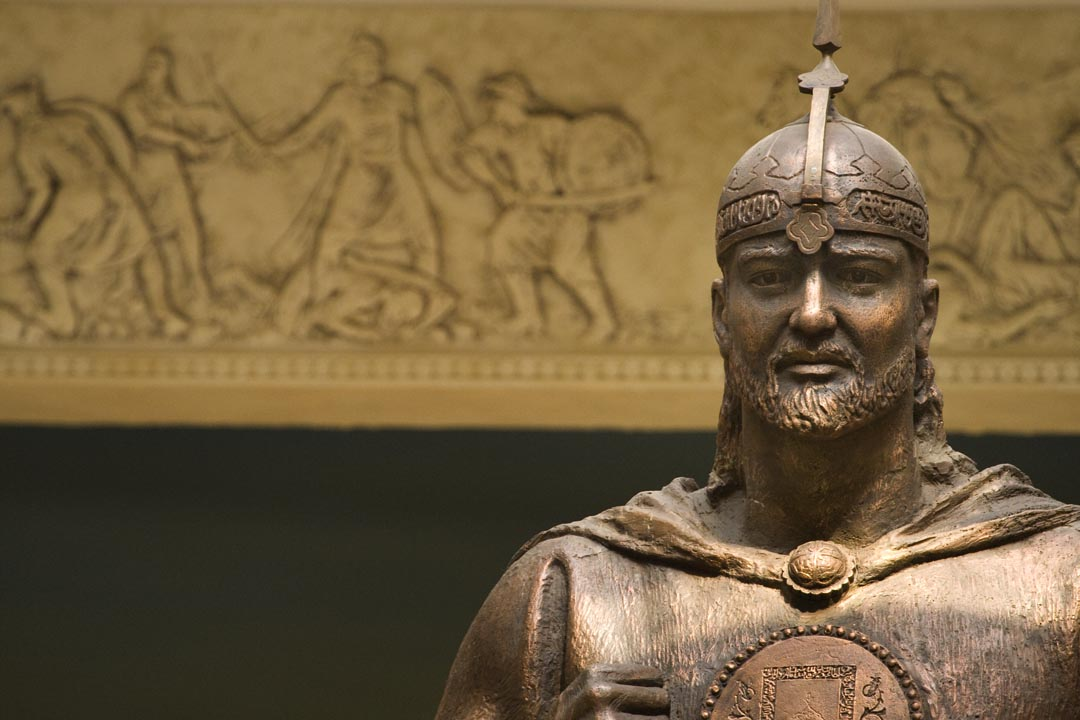
Статуя Темур-Малика в музее Ходжента в память о взятии на себя удара завоевателей, военном искусстве, проявленном во время обороны островной крепости малыми силами, и в знак признания исторических заслуг перед спасенным городом и страной

Монгольские войска, занятые штурмом цитадели на острове посреди Сыр-Дарьи, также были увеличены с пяти тысяч до двадцати, а число пленников, задействованных для атак на крепость, достигло цифры в 50 тысяч человек. Причиной того, что Баде уд-дину Нури удалось добиться таких результатов на переговорах с монголами, послужил сам ход монгольского завоевания: в марте 1220 года, после взятия и разрушения целого ряда городов, войска Чингисхана подошли к Бухаре, а затем и к Самарканду.
Не ожидавшие упорного сопротивления со стороны Темур-Малика, монголы, не надеясь на серьёзные подкрепления, не стали истреблять жителей города и разорять его, чтобы не подрывать свое снабжение, а также с целью продемонстрировать возможную альтернативу для лидеров Бухары и Самарканда, которые узнав об успехе переговоров в Ходженте, колебались с вопросами организации обороны своих городов.
В Ходженте же Темур-Малик с благословения Бади уд-дина Нури, по сути, принял на себя весь удар, навсегда вписав свое имя в летопись города. Его успешное военное сопротивление малыми силами на блокированной островной цитадели стало хрестоматийным в военной истории.

## Поэт, философ, суфий и защитник Ходжента
Еченый Хамза Камол, благодаря изысканиям которого (наряду с А. Е. Маджи и А. К. Мирбабаевым) о Шейхе Муслихиддине в широком доступе известны многие ключевые сведения, приводит в своей работе (со ссылкой на второе издание книги Ахмада ибн Махмуда Муллозодаи Бухоро «Таърихи Муллозода дар зикри мазороти Бухоро» 1370 года, опубликованное в Тегеране, и переведенное впоследствии на классический таджикский, а также узбекский языки) великолепный стихотворный образчик, который позволяет многое понять о личности Баде уд-дина Нури:
«…Из щели этого мира я выскочил как вор
И собрался в путь в другой мир,
Я был ослом бытья над падалью
Пришел волк, разорвал осла и освободил меня от печали…»
Это, по сути, подведение итогов всей своей жизни, суфийский мудрец озвучил Маулана Джамолиддину Ситтоджи в 1222 году, незадолго до смерти.
Сохранившееся «Житие святого» потомка пророка Мухаммеда Баде уд-дина Нури, которое в виде рукописи «Манакиби Шейх Муслахаддина Худжанди», выполненной арабским шрифтом в Ходженте в 1952 году, находится в архиве академика А. А. Семенова (папка 3) в Отделе истории древних, средних и новых веков ИИАиЭ им. А. Дониша в Душанбе. Как профессиональный исследователь-востоковед и переводчик, свою жизнь посвятивший в том числе пристальному изучению истории суфизма в Центральной Азии, академик Александр Александрович Семенов перевел манакиб на русский язык ещё в 1952 году и подготовил текст к публикации, которая была осуществлена значительно позже и, во многом, благодаря усилиям известного востоковеда Юрия Степановича Мальцева.
Знаковой вехой в исследовании Манакиба Бади уд-дина Нури стала публикация книги исследователя Мухаммадшарифа ибн Шохбадала ибн Маликшаха «Житие Шейха Маслахатдина Худжанди» (которая представляет собой исследование копии текста «Жития», датируемой 1890/1891 годами и находящейся в Ташкенте (указание в каталоге см. по ссылке)), получившая ряд рецензий в научной периодике и ставшая основой для уточнения уже имевшихся сведений и предложения новых интерпретаций в контексте истории Трансоксании.
Александрия Эсхата и все, что с ней связано (включая эзотерический аспект), может свидетельствовать об особой роли Ходжента в историческом процессе и наличии определённой уникальной идентичности, которая сохранялась веками, независимо от геополитических изменений (будучи большим городом уже в X веке, Ходжент представлял собой особую административную единицу в течение нескольких столетий).

## Дань уважения Амира Тимура
Особое внимание месту погребения Шейха Муслихиддина полтора столетия спустя после его смерти уделил полководец Амир Тимур, который впервые прошел через Ходжент (в то время — резиденции Джалаиров) со своим войском в 1375 году. Зимой следующего, 1376-го, года, Тимур снова проходит мимо Ходжента, появившись в Фергане, чтобы отогнать вторгшиеся войска Камар ад-дина. За 6 лет до этого, в 1370 году, потомок пророка Мухаммеда, шейх Мир Саид Барака вручил Тимуру символы власти и предсказал амиру «великое будущее». Тимур особое внимание обращал на деятельность таких суфийских тарикатов как Йасавийа и Кубравийа. Последний — в контексте научно подтвержденного интереса Тимура к личности Шейха Муслихиддина — связан с личностью Баде уд-дина Нури довольно тесно, поскольку основатель тариката — Наджм ад-дин Кубра, который вернулся домой в 1184 году и создал первую обитель ордена, после чего познакомился лично с шейхом из Ходжента, заслужившего именование «Валлиаллах».
Судьба Наджм ад-дина Кубра, который погиб в Ургенче как «мученик за веру» в 1221 году, исторически перекликается с судьбами самого Баде уд-дина Нури и Темур-Малика. Судьба сожженного дотла и уничтоженного в буквальном смысле Ургенча подтвердила правильность поведения Шейха Муслихиддина во время появления монголов в Ходженте, что нашло выражение в торжественном переносе места погребения святого из Унджи в новый мазар в пределах города.
На широко известного в стране Шейха Муслихиддина обратил внимание и Тимур, посетив Ходжент в декабре 1390 года (подробнее см.: Charmoy M. Expédition de Timoȗr-i link ou Tamerlan contre Toqtamiche, Khân de l’ouloȗs de Djoȗtchy, en 793 de l’hégire ou 1391 de notre ère // Mémoires de l’Academie imperiale des sciences de Saint-Pétersbourg: Sixième série (Sciences politiques, Histoire et philologie). Tome III. — St-Pétersbourg, 1836. — P.89-505. — P.174), в которой прямо указывается, что Тимур приехал для поклонения гробнице Шейха Муслихиддина и отдал приказ начать постройку нового мазара для святого.
О значимости святого Шайха Маслахатдина для Тимура свидетельствует то, что он «посетил снятую могилу под Ходжентом и получил наивысшее благословение для своего опасного намерения», под которым понимается подготовка к большому походу против Золотой Орды (Тохтамыш).

## Чудотворство Шайха Маслахат ад-дина
Бади уд-дин Нури был признан святым по совокупности пяти эпизодов, перечисленных и описанных подробно в работе В. В. Дубовицкого.
Наиболее интересный с исторической точки зрения сюжет с участием «китайского царя» сохранился в народных преданиях и в других вариациях (вместо Елюя Даши или Хулагу фигурирует Тохтамыш, а в роли Шайха Маслахат ад-дина выступает его ученик и долгожитель Хазрет Бобо Худжанди). Безусловное признание за Бади уд-дином Нури статуса святого видно не только из вышеприведенной истории с паломничеством Амира Тимура, но и из последующего периода (например, «зиярат» шейха Махдуми Азама к его мазару в 1542 году.

Прочное ассоциирование личности Шайха Маслахат ад-дина в народной памяти с чудесным спасением Ходжента подтверждается и путешественниками. Сохранился и рисованный портрет Бади уд-дина Нури, который был переснят одним из фотографов во время экспедиций 1867—1872 гг.. (негатив хранится в Институте ИМК в Санкт-Петербурге (ФА, нег. II 1436—1445, I 1068—1069). 

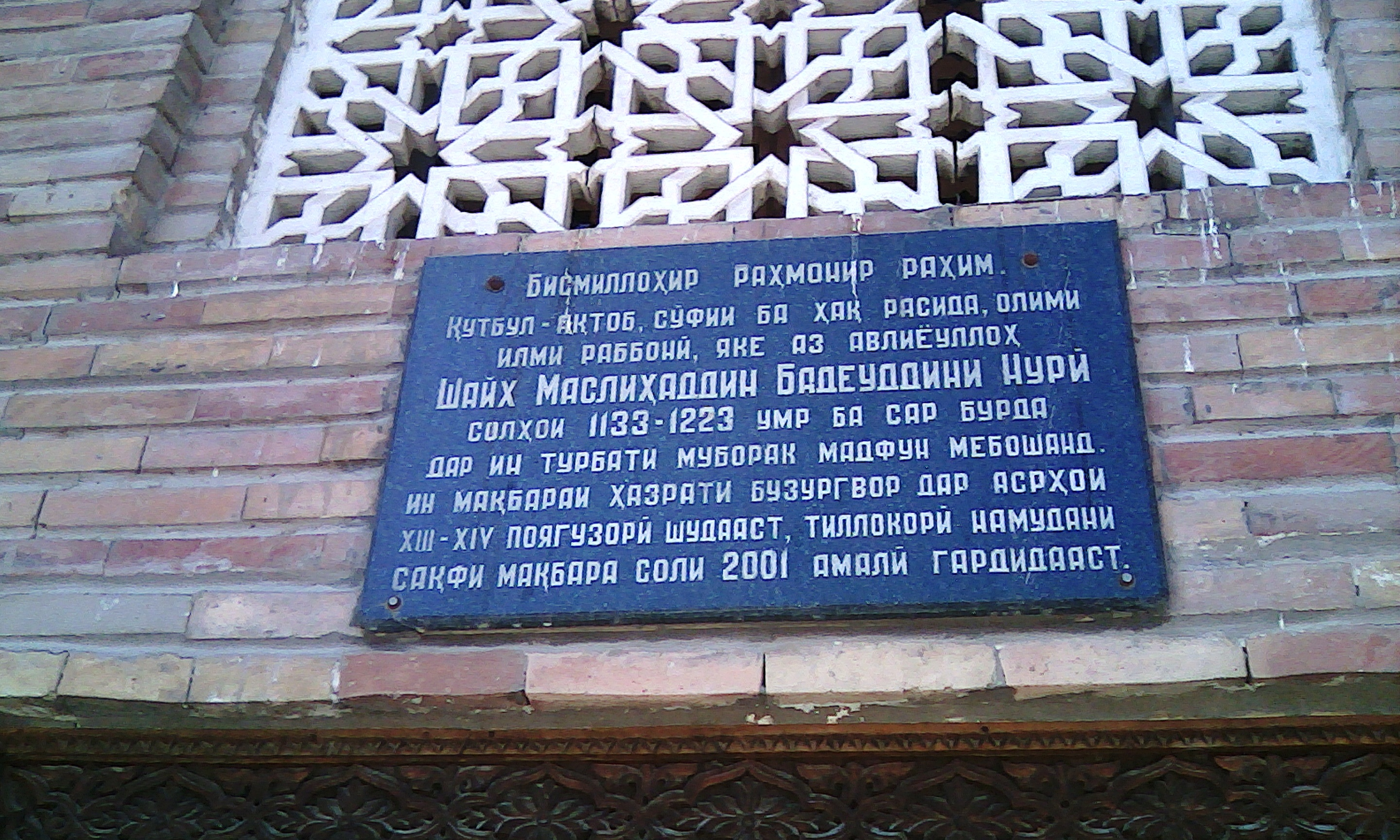
Мемориальная доска на Мавзолее Шайха Маслихаддина Бадеуддина Нури (1133—1223)

В указанной работе В. В. Дубовицкого сделан акцент и о возможном месте рождения Баде ид-дина Нури. То, что он был арабского происхождения понятно из его статуса сейида, однако ответить на вопрос, где именно родился будущий святой, не так просто. Аргументы в пользу Мекки, как места рождения Шейха Муслихиддина, логичны и опираются на элементарное сопоставление ряда источников.
Таким образом, данная версия правомерна и не опровергает общую хронологию событий, поскольку после рождения святого семья Баде ид-дина Нури переехала из Мекки в Ходжент).
В возрасте семи лет Шейх Муслихиддин уже проживал в Унджи. Подробные сведения о шатре-юрте, первоначально разбитом в Чорсу, о последующем переезде в Тугай, где компактно селилось богатое купечество, вкупе с данными о наличии значительных земельных владений в пригородном районе, позволяют оценить не только социальное происхождение Шейха Муслихиддина, но и причины его появления в Фергане (в материалах А. Е. Маджи, исследованных В. В. Дубовицким, содержится указание на принадлежность Бадеъуддина Нури к тюркам, а ученый Хамза Камол однозначно высказывается о Ходжентском происхождении Маслахат ад-дина, родившемся в городском квартале Нури).
Мекканский след в биографии Шейха Муслихиддина имеет значение как с точки зрения места получения духовного образования по достижении совершеннолетия, так и наличия связей не только с тарикатом Кубравийа, но и с суфийским орденом Йасавийа, основатель которого Ходжа Ахмад Йасави (1100—1166) несколько раз упоминается в житии святого.
Особенности трансляции духовных знаний от Шейха Муслихиддина Худжанди (встреча с ученым-праведником Д. Ситтоджи), а также в контексте сведений о потомках Баде уд-дина Нури и его учениках, частично раскрыты в ряде источников.

## Критика
Ряд исследователей (например, профессор Л. Бойматов) подвергают сомнению роль Шайха Муслихиддина в событиях, произошедших в Ходженте в связи с монгольским нашествием, отрицая как его особую миссию, так и мнение о том, что город избежал разорения монголами, посланными.
Дискуссионным остается и вопрос происхождения Бади уд-дина Нури, поскольку взгляды историков разнятся не только относительно места рождения святого, но и его статуса сейида, в зависимости от той или иной соответствующей интерпретации текста «Манакиба», а русскоязычного архивного документа (ЦГА Таджиской ССР. — Ф.1. — Оп.1 — Д.1867. «П». — Л.4), содержащего, в свою очередь, ссылку на утраченную «Историю Ходжента».